# Missatger
El missatger troter o correu era la persona que tenia l'ofici de portar la correspondència epistolar,"a peu" o "a cavall", utilitzant (o no) les postes situades en els camins amb una separació de dues o tres llegües per a facilitar que ells o altres viatgers tinguessin cavalls de refresc per anar amb tota diligència d'un lloc a un altre fins i tot entre països diferents.
Els correus (així com els conductors i postillons) que anaven d'ofici, se'ls permetia dur qualsevol mena d'arma prohibida i no podien ser detinguts per les justícies per motiu de deute ni fins i tot de delicte, tret que aquest fos digne de pena corporal.
En cas de detenció, si no n'hi havia al poble cap administrador de posta que el nomenés, la justícia nomenava sense dilació un altre correu que servís en lloc del detingut, i instruïa en el termini de vint-i-quatre hores les primeres diligències que remetien el reu al jutge competent. Podien ser detinguts, doncs, però havia de ser en casos de sospita fonamentada.

## Fidipides

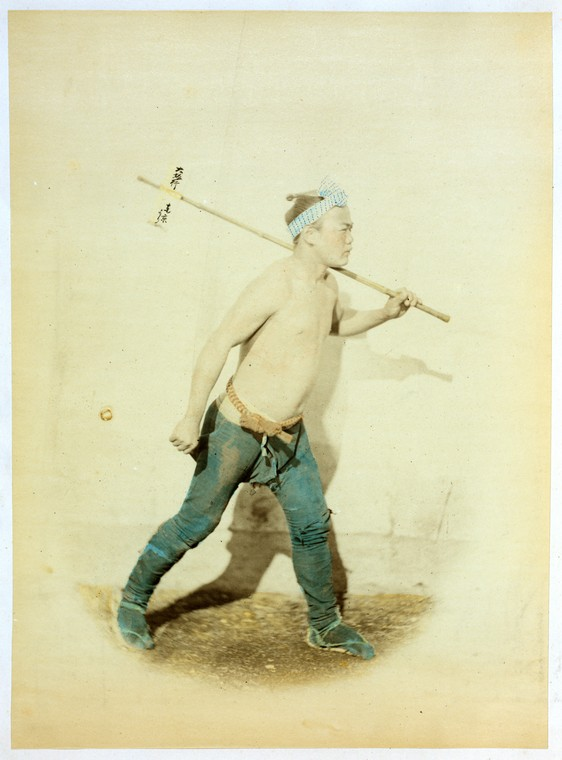
Missatger o carter, impressió acolorida a mà per Felice Beato. (Japó, entre 1863 i 1877).

En la història antiga, els missatges es lliuraven a mà mitjançant diversos mètodes, incloent-hi soldats, coloms missatgers i genets a cavall. Abans de la introducció dels serveis de missatgeria mecanitzats, els missatgers a peu corrien físicament quilòmetres fins a les seves destinacions. Xenofont va atribuir el primer ús de missatgers al Persa del príncep Cir el jove. El 490 aC a Grècia el missatger Fidipides va córrer 26 milles des de Marató fins a Atenes per portar les notícies de la victòria grega sobre els perses, i va morir dient "chairete, nikomen" (Hail, hem guanyat). La cursa de llarga distància coneguda com a marató rep el nom d'aquesta cursa.

## Anabasii
A partir de l'època d'August, els antics grecs i romans feien servir una classe de missatgers muntats a cavall i carro anomenats anabasii per portar missatges i comandaments ràpidament a llargues distàncies.
La paraula anabasii ve del grec αναβασις (adscensus, "muntatge"). Els grecs "hemeredromi", que portaven els seus missatges a peu. A Gran Bretanya romana, Rufinus va fer ús d'anabasii, tal com es documenta a l'obra de Jeroni d'Estridó (Apologetici adversus Rufinum, l. 3. c. 1.): Idcircone Cereales et Anabasii tui per diverses provincias cucurrerunt, ut laudes mezire legerent? («És per això que els vostres cereals i Anàbasi van circular per moltes províncies, perquè poguessin llegir els meus elogis?») 

## Troters
A l'edat mitjana, les corts reials mantenien els seus propis missatgers als quals se'ls pagava poc més que els treballadors habituals.
El correu no només era un empleat del govern, sinó que estava subjecte en temes de jurisdicció civil i criminal als seus propis tribunals privatius, és a dir, a les províncies per mitjà de subdelegats que coneixien en primera instància les causes relatives al ram i als empleats del mateix i en la cort per mitjà d'una junta suprema que entenia en grau d'apel·lació de les causes que se li portaven de les subdelegacions.
Tenien com a missió fer passar d'uns punts a uns altres els plecs i cartes del govern i dels particulars per cert preu corresponent a les distàncies i a la cura que exigia tan important servei. Pere el Gran els legisla amb el nom de "troters" en una ordre de 1283.
Troters i corredors ("cursores curiae"), bústies i escarselles són termes i conceptes associats a la missatgeria.

### Correu de la ciutat de Barcelona
Exemple de l'any 1403 que informa sobre la durada d'una missió específica (anant a peu).
| «                                                                                   | DIVENDRES I. — JUNY Aquest dia parti en D.° Benet correu de la ciutat qui ab letres de consellers ana a Flix al honrat en Benet Carbo. DIMECRES VI. —Aquest dia vench en Barthomeu Vidal scriva qui per la ciutat era anat a Flix et al Comte de Prades. DIJOUS VII. — Aquest dia vench de Flix en Domingo Benet correu de la ciutat. | » |
| — Manual de novells ardits vulgarment apellat Dietari del Antich Consell Barceloní. | |   |

### Servei postal i comunicacions Bruges-Barcelona
El servei més segur, més freqüent i amb més capacitat de transport era anomenat escarsella. L’escarsella era la bossa de cuir emprada per a transportar les cartes i similars.

## Estafeta de correus

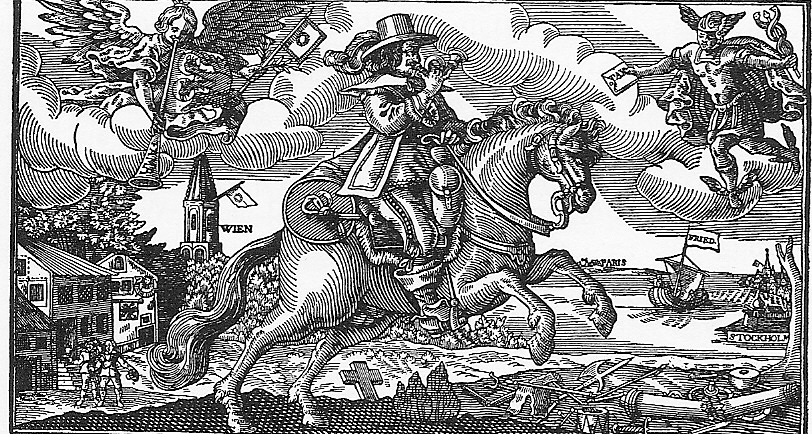
Imatge on es pot veure un "estafeta" en acció, gravat en coure de 1648

Avui dia s'entén per estafeta (que abans era el missatger) la casa o lloc on es reben i donen les cartes i per posta la casa o lloc on hi ha les postes.
En un altre temps s'entenia per estafeta, mot que ve de l'italià Staffa, un correu que portava un únic paquet o missatge d'un lloc a un altre (caminant o a cavall) amb una escorta de dos guies o conductors que en confirmaven la importància.
Posteriorment, l'estafeta realitzava la mateixa escomesa pels camins però sense aquests dos guies.
L'estafeta era més o menys un correu: menys que un correu, perquè aquest estava encarregat de diversos despatxos i més que un correu, l'estafeta tan sols tenia la missió de portar oficialment una única notícia, però era una notícia d'alta importància.
Avui dia una estafeta és l'establiment on es dipositen les lletres per al seu enviament i es recullen les que s'hi reben. L'empresa proporciona vehicles per als missatgers, que poden ser de diferents tipus segons el terreny que hagin de recórrer.

## Empreses de missatgeria
Amb la necessitat de transportar documents o paquets urgents per a la feina, van sorgir diverses empreses de missatgeria al segle XX que funcionaven de manera alternativa o complementària al servei de correus públic. S'encarreguen de la distribució de missatges a través de centres propis, punts de recollida i actuació a domicili o a la seu de les empreses sol·licitants. UPS, MRW són algunes de les companyies amb més tradició. Empreses de logística integral o de venda a distància, com Amazon, també poden efectuar les funcions dels missatgers clàssics.

## Missatgers divins
Per analogia als primers missatgers va sorgir el concepte de missatger dels déus, que podien ser altres divinitats o figures específiques que comunicaven els desitjos, ordres i pensaments divins als mortals. Per exemple Hermes és el missatger diví dels grecs i té equivalent en altres mitologies. Per al judeocristianisme l'àngel exerceix aquesta funció, com es veu per exemple en l'Anunciació, tot i que de vegades Déu es pot comunicar directament amb els homes com amb Moisès.